# Lejeunea crebriflora
Lejeunea crebriflora là một loài Rêu trong họ Lejeuneaceae. Loài này được Spruce mô tả khoa học đầu tiên năm 1884.